# پارکر (آریزونا)
پارکر (به انگلیسی: Parker) شهری در شهرستان لا پاز ایالت آریزونا است که در سرشماری سال ۲۰۱۰ میلادی، ۳٬۰۸۳ نفر جمعیت داشته است. پارکر، به‌طور رسمی در تاریخ ۱۹۴۸ میلادی به‌عنوان یک شهر شناخته شد.

## نگارخانه

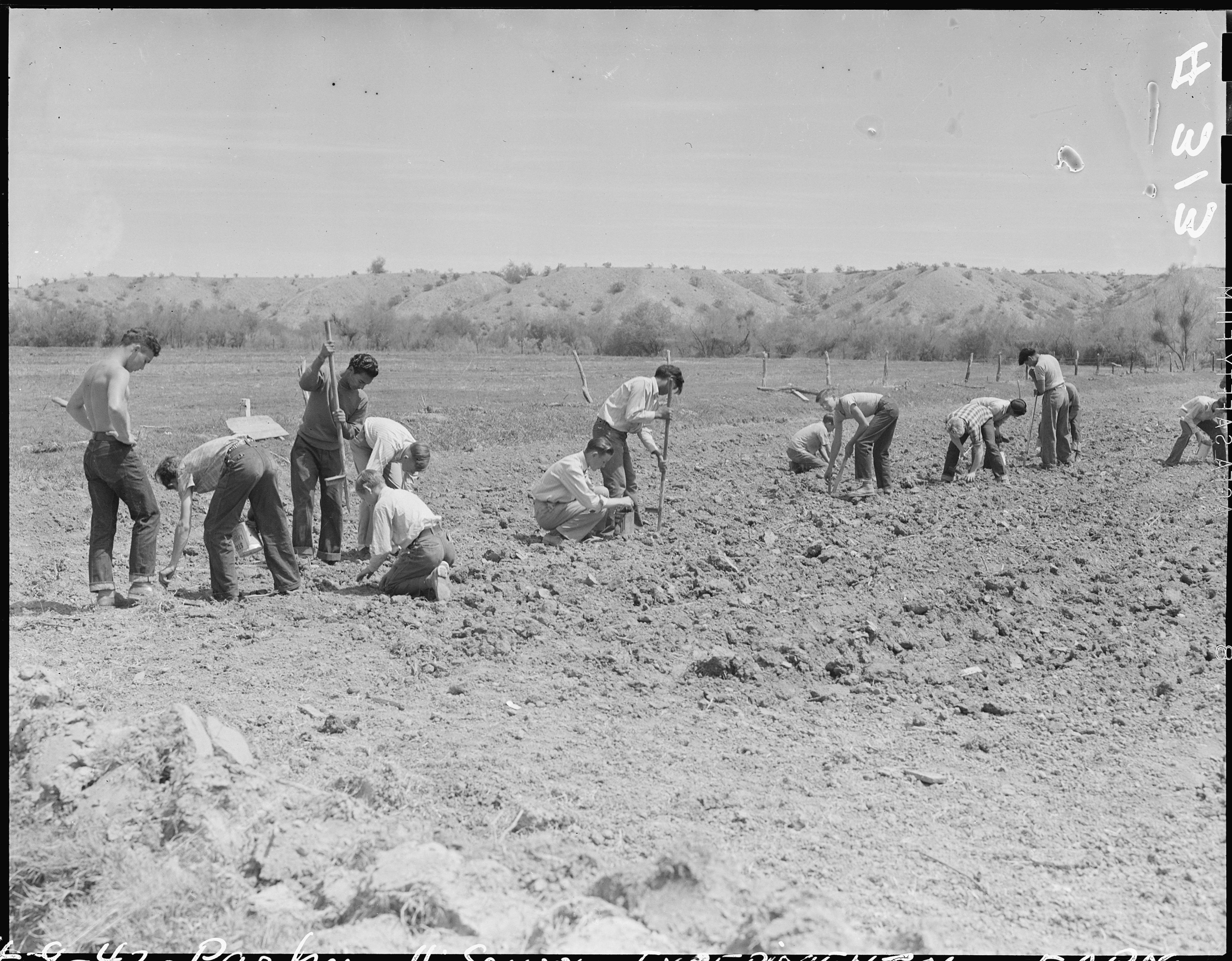
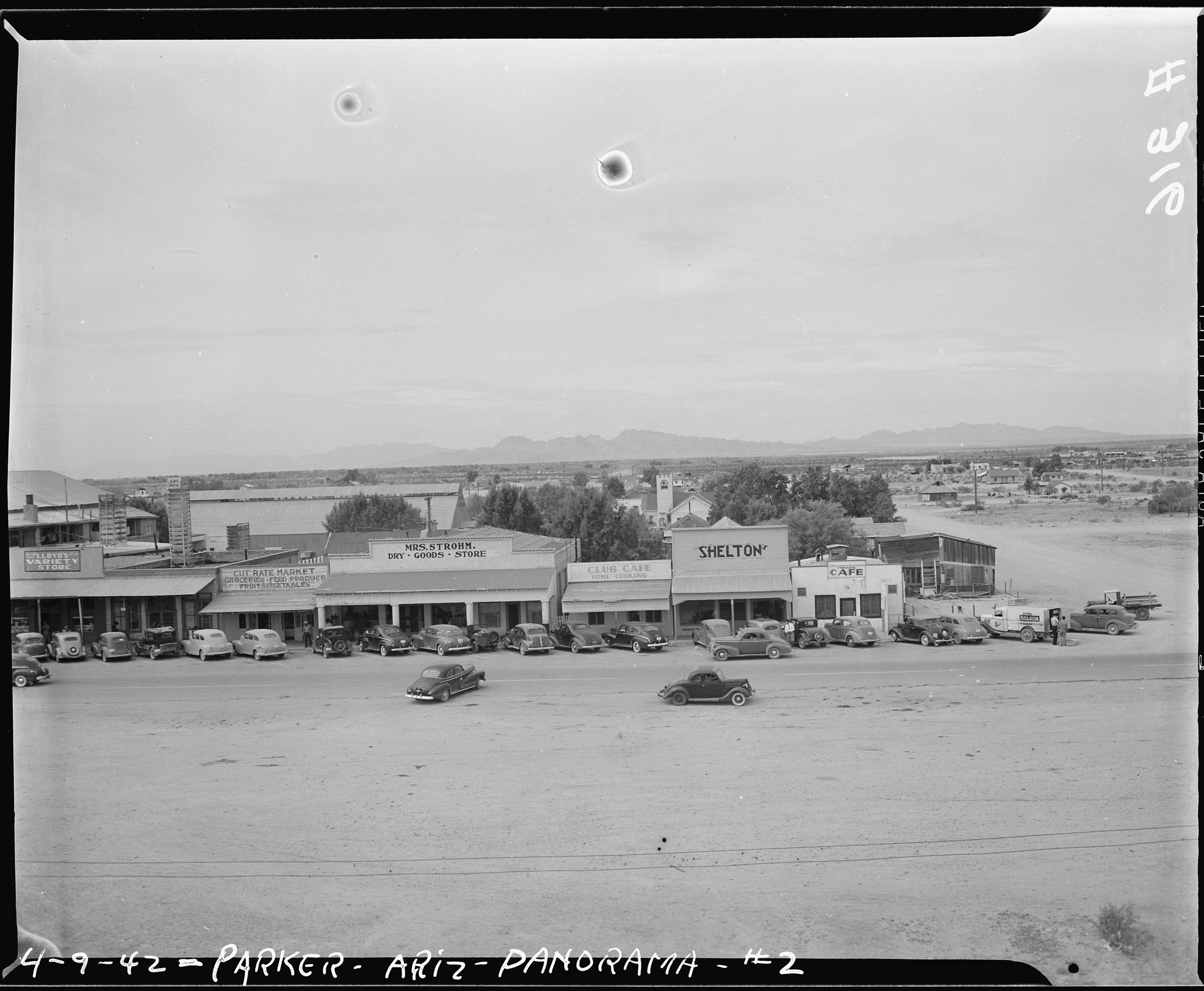